# Strzałkowce
Strzałkowce – wieś na Ukrainie w rejonie czortkowskim należącym do obwodu tarnopolskiego.
W pobliżu miejscowości znajduje się Jaskinia Ozerna.
W czasie okupacji niemieckiej mieszkająca tutaj ukraińska rodzina Iwasiuków udzielała pomocy Żydom, za co w 1995 roku Instytut Jad Waszem uhonorował tytułami Sprawiedliwych wśród Narodów Świata Hryhorija i Hannę Iwasiuków.

## Linki zewnętrzne

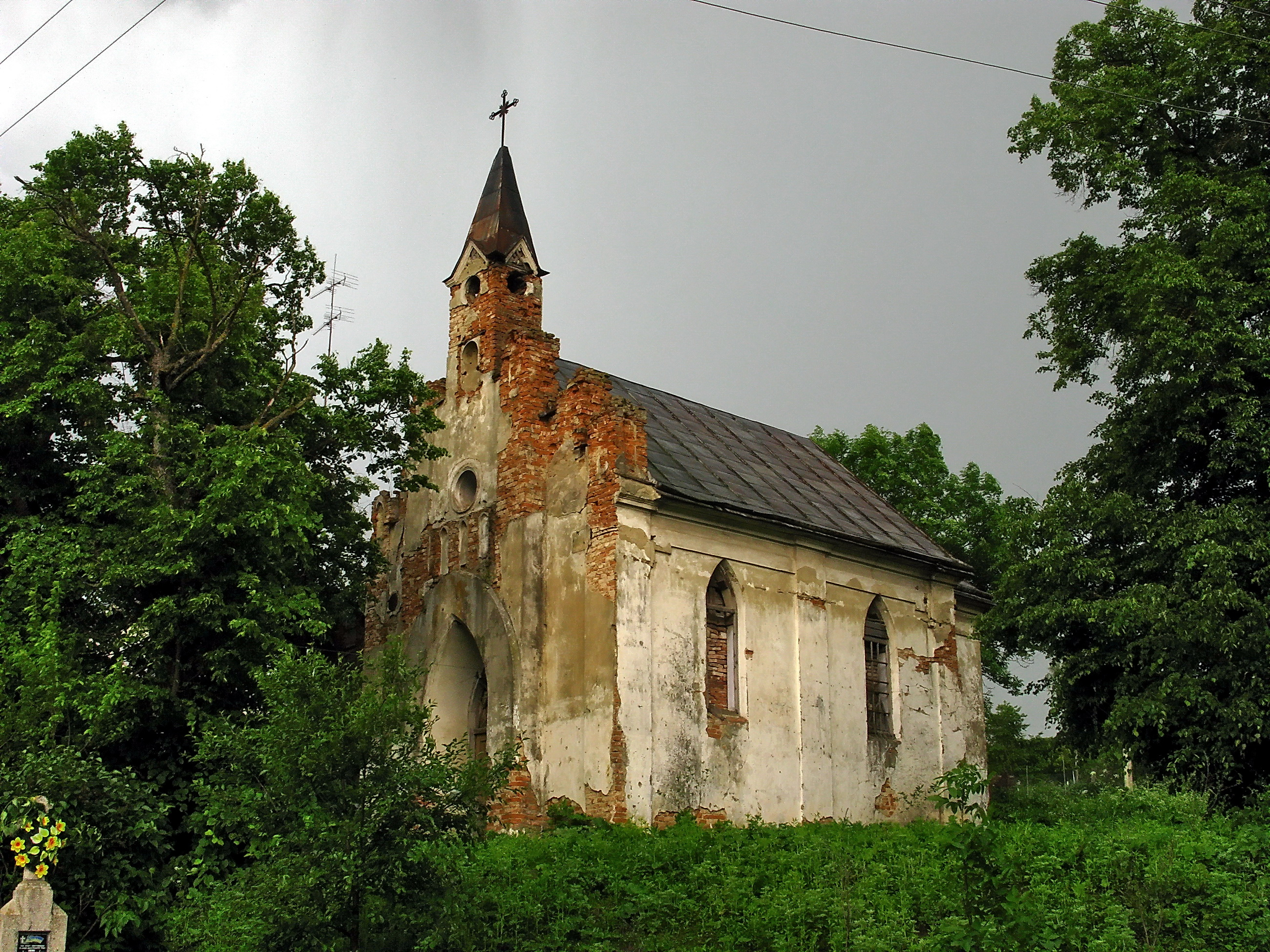
Kościół